# Maximilian Reinelt
Maximilian Reinelt (Ulm, 24 agosto 1988 – Sankt Moritz, 9 febbraio 2019) è stato un canottiere tedesco, vincitore della medaglia d'oro nell'8 con a Londra 2012.
Dopo il ritiro riprese gli studi di medicina all'Università della Ruhr a Bochum: si laureò nel gennaio 2019, poco prima della morte, avvenuta su una pista di sci a St. Moritz per un malore.

## Palmarès
- Giochi olimpici

Londra 2012: oro nell'8.
Rio de Janeiro 2016: argento nell'8.
- Mondiali

Lago Karapiro 2010: oro nell'8.
Bled 2011: oro nell'8.
Chungju 2013: argento nell'8.
Amsterdam 2014: argento nell'8.
Aiguebelette-le-Lac 2015: argento nell'8.
- Europei

Montemor-o-Velho 2010: oro nell'8.
Belgrado 2014: oro nell'8.